# Josef Stübben
Josef Stübben, né le 10 février 1845 à Hülchrath, arrondissement de Grevenbroich (de), et décédé le 8 décembre 1936 à Francfort, est un architecte et urbaniste allemand.

## Biographie
Josef Stübben commence en octobre 1864 ses études à l'Académie d'architecture de Berlin et après avoir réussi les épreuves il décroche son diplôme d'architecte le 24 juin 1871.
Il entre alors dans la vie pratique et se met à travailler à Elberfeld et Holzminden pour l'édification de voies de chemins de fer. Il quitte cet emploi en 1876 pour devenir jusqu'en 1881 l'architecte de la ville d'Aix-la-Chapelle où il succède à Friedrich Joseph Ark.
Il continue cette carrière d'architecte communal en devenant conseiller en urbanisme pour la ville de Cologne entre 1891 et 1898 où il succède à un autre grand architecte, Julius Raschdorff.
La ville de Poznań, intégrée à l'époque à l'Empire allemand, fait aussi appel à lui et y fut de 1892 à 1898 président de la Commission pour la rénovation urbaine.
Il entre également dans le monde de l'industrie en devenant de 1898 à 1902 dirigeant de la société d'électricité Helios.
Il termine sa carrière comme conseiller privé pour l'habitat à Berlin, fonction qu'il exerce de 1904 à 1920. Il s'établit ensuite à Münster.
Josef Stübben s'est marié en 1871 avec Ottilie Wortmann (1845-1916) et le couple eut cinq enfants.

## Le créateur du Cologne moderne
Stübben a laissé une marque profonde dans le développement urbanistique de la ville de Cologne à la fin du XIXe siècle. C'est lui qui créa les boulevard de ceinture après destruction des remparts, et conçut les élégantes allées auxquelles il donna le nom de souverains allemands.
Il s'attaqua ensuite à la réhabilitation de la zone portuaire et, avec Karl Henrici (de), il fit un projet de réaménagement du port fluvial de Rheinhau. Il dirigea en 1884 la commission pour la rénovation du port dont les projets purent être mis en exécution dès 1898.

## Le façonneur de villes
Outre Cologne, le nom de Stübben est associé au refaçonnage de nombreuses villes qui lui doivent leur aspect moderne.
Il a ainsi laissé son empreinte toujours visible aux villes de Berlin, Bydgoszcz, Düsseldorf et son quartier Oberkassel, Dortmund, Coblence (plan de Stübben de 1889), Saarlouis, Kiel (plans de Stübben de 1901), Poznań, Thionville et Luxembourg.

## Le renom international
L'activité d'urbaniste de Stübben avait attiré l'attention du monde sur son action et il fut sollicité comme conseiller urbanistique dans plusieurs pays. Et de nombreux chantiers urbains de restauration ou de construction furent entrepris d'après ses projets.
C'est ainsi que le roi Léopold II de Belgique fit appel à lui pour la création des stations balnéaires du Coq et de Duinbergen.
Il reçut de nombreuses récompenses internationales pour son action.

## Son œuvre en Belgique

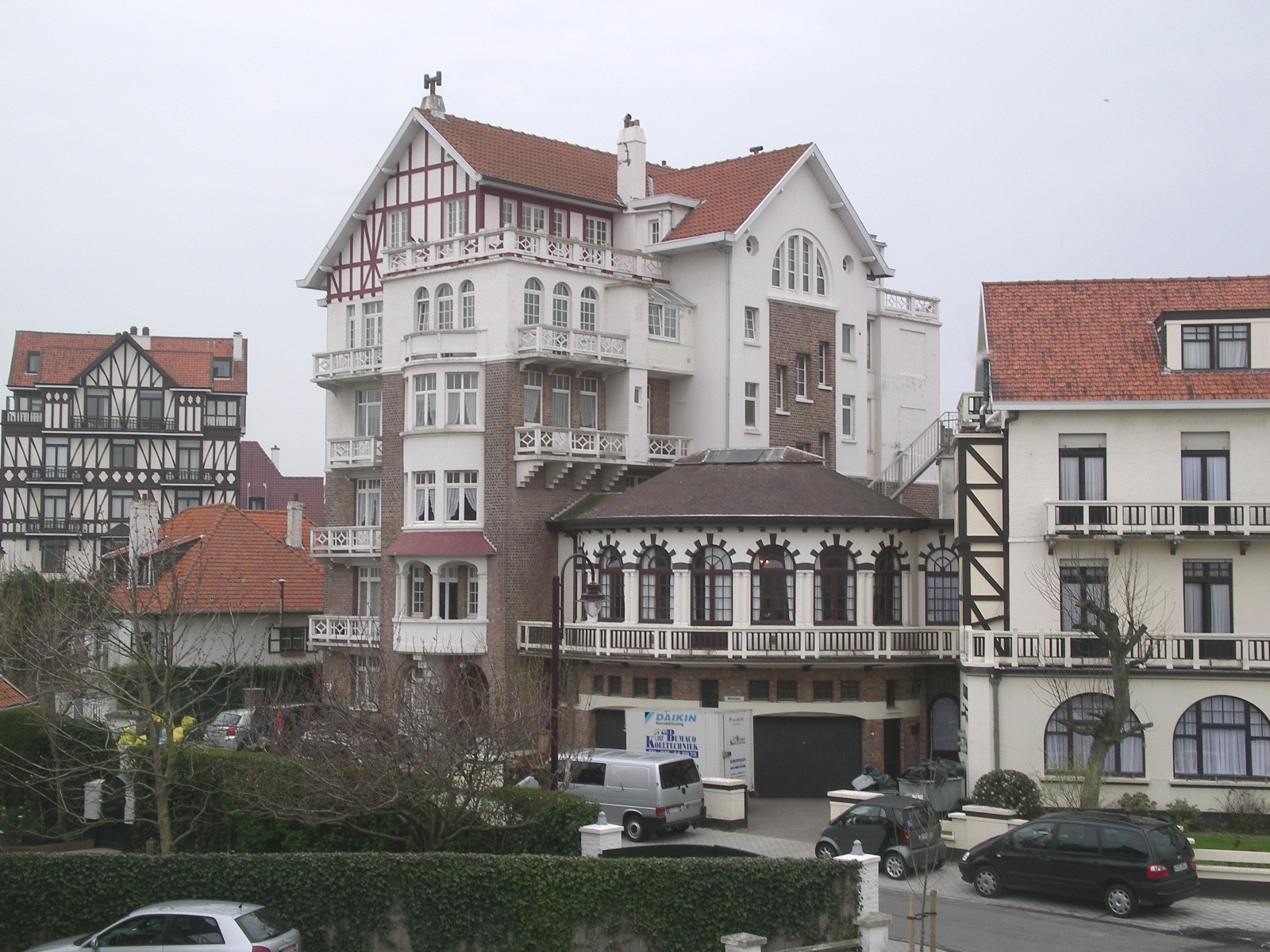
Une vue du Coq, ville balnéaire créée par l'architecte Josef Stübben

Même si le nom de Stübben et l'importance de son activité sont un peu ignorés en Belgique, pays auquel pourtant il avait consacré un de ses premiers livres, son œuvre toute de tranquille harmonie est au contraire connue de tous.
C'est grâce au prestige et à l'action du roi que cet architecte de grand format, aussi sollicité et à l'œuvre aussi immense, voulut bien venir réaliser en Belgique divers travaux d'urbanisme plus modestes mais non moins harmonieux dont les plus connus sont : 
- l'aménagement de l'avenue de Tervueren donnant vers le musée royal de l'Afrique centrale.
- la conception de la station balnéaire de Duinbergen.
- les plans de la station balnéaire du Coq, dont le charme ne se démode pas et qui eut le rare privilège d'être restée presque inchangée depuis l'époque de sa construction. Stübben se serait inspiré du modèle de la ville d’Arcachon et surtout sa Ville d'Hiver, écrit-on dans les brochures touristiques, même s'il semble évident qu'il y a ajouté sa note personnelle et cette Gemütlichkeit des petites villes de l'Allemagne romantique.
- la conception urbanistique du Zoute avec son enchevêtrement de sentiers.
- divers projets à Bruges, comme, entre autres, à la demande de Alfred-Jean-Pierre Ronse, le nouveau quartier dit du Christ-Roi et surnommé le Stübbenkwartier.

## Ses écrits
- 1880 : Architektonische Reise in Belgien, Aix-la-Chapelle, 1880.
- 1890 : Der Städtebau (La construction de la ville), dans: Handbuch der Architektur (Manuel d'architecture).
- 1895 : Der Bau der Städte in Geschichte und Gegenwart (La Construction des villes dans l'histoire et dans le présent)
- 1896 : Hygiene des Städtebaues (Hygiène et construction des villes)
- 1902 : Die Bedeutung der Bauordnungen und Stadtbauplänen für das Wohnungswesen (L'Habitat confronté à la rigueur de conception et à la planification urbaine)
- 1912 : Vom englischen Städtebau (L'Art de concevoir la ville en Angleterre)
- 1915 : Vom französischen Städtebau (L'Art de concevoir la ville en France)